# Vandeae
Vandeae – plemię roślin z rodziny storczykowatych (Orchidaceae). Obejmuje pięć podplemion, pawie 150 rodzajów oraz ponad 2500 gatunków. Rośliny występują na terenach od Afryki, przez Azję Południowo-Wschodnią, aż po Australię i Nową Zelandię. Kilka rodzajów występuje także w Ameryce Południowej i Północnej.

## Systematyka
Plemię sklasyfikowane do podrodziny epidendronowych (Epidendroideae) w rodzinie storczykowatych (Orchidaceae), rząd szparagowce (Asparagales) w obrębie roślin jednoliściennych.
Wykaz podplemion
- Adrorhizinae Schltr.
- Aeridinae Pfitzer
- Agrostophyllinae Szlach.
- Angraecinae Summerh.
- Polystachyinae Schltr.